# Там, где кончается тротуар
«Там, где кончается тротуар» (англ. Where the Sidewalk Ends) — фильм-нуар Отто Премингера по роману Уильяма Л. Стюарта «Крик в ночи» (англ. Night Cry).

## Сюжет
Детектив нью-йоркской полиции Диксон, имеющий проблемы с начальством из-за своих жёстких методов, случайно убивает подозреваемого в убийстве — азартного игрока Кена Пэйна. Он сбрасывает труп в воду и позже получает задание найти убийцу. Диксон пытается свалить вину на старого гангстера Томми Скэлиза, но затем нечаянно сваливает её на водителя такси Джиггса Тейлора. Влюбившись в его дочь Морган — бывшую жену Пэйна, — Диксон пытается снять с него подозрения, не подставляя себя, но в конце концов запутывается в собственных сетях.
Начальник Диксона, лейтенант Томас, убеждён, что убийца — Джиггс. Диксон продолжает искать пути для оправдания таксиста и себя. Пытаясь отвести подозрения от Джиггса и обвинить Скэлиза, он оказывается с гангстером лицом к лицу. В перестрелке его ранят, но полиция арестовывает Скэлиза со всей бандой. Джиггс оправдан.
Пересмотрев свою жизнь, Диксон решает сознаться. Его арестовывают. Но он знает, что Морган будет ждать его.

## В ролях
- Дэна Эндрюс — сержант Марк Диксон
- Джин Тирни — Морган Тейлор-Пэйн
- Гэри Меррилл — Томми Скэлиз
- Берт Фрид — сержант Пол Клайн
- Том Талли — Джиггс Тейлор
- Карл Молден — лейтенант Томас
- Рут Доннелли — Марта, хозяйка кафе
- Крэйг Стивенс — Кен Пэйн
- Олег Кассини — Олег, модельер
- Нэвилл Брэнд — Стив, подручный Скэлиза